# Юй Геньвей
Юй Геньвей (кит.: 于根伟, нар. 7 січня 1974, Тяньцзінь) — китайський футболіст, що грав на позиції нападника.
Виступав за клуб «Тяньцзінь Теда», а також національну збірну Китаю.

## Клубна кар'єра
У дорослому футболі дебютував 1994 року виступами за команду клубу «Тяньцзінь Теда», кольори якої і захищав протягом усієї своєї кар'єри гравця, що тривала дванадцять років.  У складі «Тяньцзінь Теда» був одним з головних бомбардирів команди, маючи середню результативність на рівні 0,4 голу за гру першості.

## Виступи за збірну
1997 року дебютував в офіційних матчах у складі національної збірної Китаю. Протягом кар'єри у національній команді, яка тривала 8 років, провів у формі головної команди країни лише 20 матчів, забивши 2 голи.
У складі збірної був учасником чемпіонату світу 2002 року в Японії і Південній Кореї.

## Титули і досягнення
- Переможець Юнацького (U-16) кубка Азії: 1992